# Strigilodus tollesonae
Strigilodus tollesonae — викопний вид хрящових риб родини Janassidae ряду Petalodontiformes, що існував у ранньому карбоні (350 млн років тому). Описаний у 2023 році.

## Скам'янілості
Декілька зубів двох особин зібрані у 2019 році у шарі гірських порід формації Сент-Женев'єв у Національному парку Мамонтова печера в Кентуккі. Про знахідку було офіційно оголошено в Національний день скам'янілостей у жовтні 2023 році. Цей вид був одним із щонайменше 70 видів стародавніх риб, виявлених у цій печері.

## Назва
Родова назва Strigilodus походить від латинського strigil — «скребок» і грецького odous — «зуб». Це посилання на зовнішній вигляд зубного ряду, який поверхнево нагадує римський стригіль — скребок, що використовувався для чищення тіла. Епітет tollesonae — на честь екскурсоводки Національного парку «Мамонтова печера» Келлі Толлесон (англ. Kelli Tolleson), яка відіграла ключову роль у підтримці палеонтологічних досліджень, надаючи допомогу в польових умовах під час розкопок.

## Опис
Зуби Strigilodus tollesonae характеризуються ложкоподібними горбками округлої форми, які представляють усі положення зубів. Розташування язикових крист, що мають V- та U-подібну форму, відрізняє його від інших сучасних акул та скатів. Центральний зуб, більший за розміром, оточений трьома меншими зубами, розмір яких зменшується. Кожен зуб має особливе заокруглене вигнуте вістря, призначене для ефективного відсікання та захоплення здобичі з твердим панциром. Подовжена внутрішня сторона зуба з гребенями, що полегшують дроблення, ще більше підкреслює унікальну морфологію зуба. Така спеціалізована будова зубів, що спостерігається як у дорослих, так і у молодих особин, вказує на адаптовану стратегію харчування, потенційно подібну до сучасних скатів, коли раціон включає равликів, двостулкових молюсків, м'якотілих червів і дрібну рибу.